# 569 Misa
569 Misa eller 1905 QT är en asteroid i huvudbältet, som upptäcktes den 27 juli 1905 av den österrikiske astronomen Johann Palisa. Den är uppkallad efter Misa i den grekiska mytologin.
Asteroiden har en diameter på ungefär 72 kilometer.
Den tillhör och har givit namn åt asteroidgruppen Misa.